# Estació de Torre Baró - Vallbona
|  | El títol d'aquest article és incorrecte a causa de limitacions tècniques. El títol correcte de l'article és Estació de Torre Baró \| Vallbona. |

Torre Baró | Vallbona és un intercanviador ferroviari situat als barris de Ciutat Meridiana i Torre Baró (Nou Barris) de Barcelona, donant servei també al barri de Vallbona. Torre Baró | Vallbona és una de les cinc estacions de la línia automàtica L11 del metro de Barcelona i l'estació anteriorment anomenada Torre del Baró és propietat d'ADIF que es troba a la línia de Manresa per on circulen trens de la línia de rodalia R3, R4 i R7 de Rodalies de Catalunya operats per Renfe Operadora.
L'estació de la línia de Manresa es va construir a la dècada de 1970 tot i que aquest ramal de ferrocarril va obrir l'any 1862 quan es va obrir una nova línia directa entre Montcada i l'Estació del Nord de Barcelona, des de l'any 1855 els trens havien d'enllaçar amb la línia de Girona per arribar a Barcelona (Estació de França).

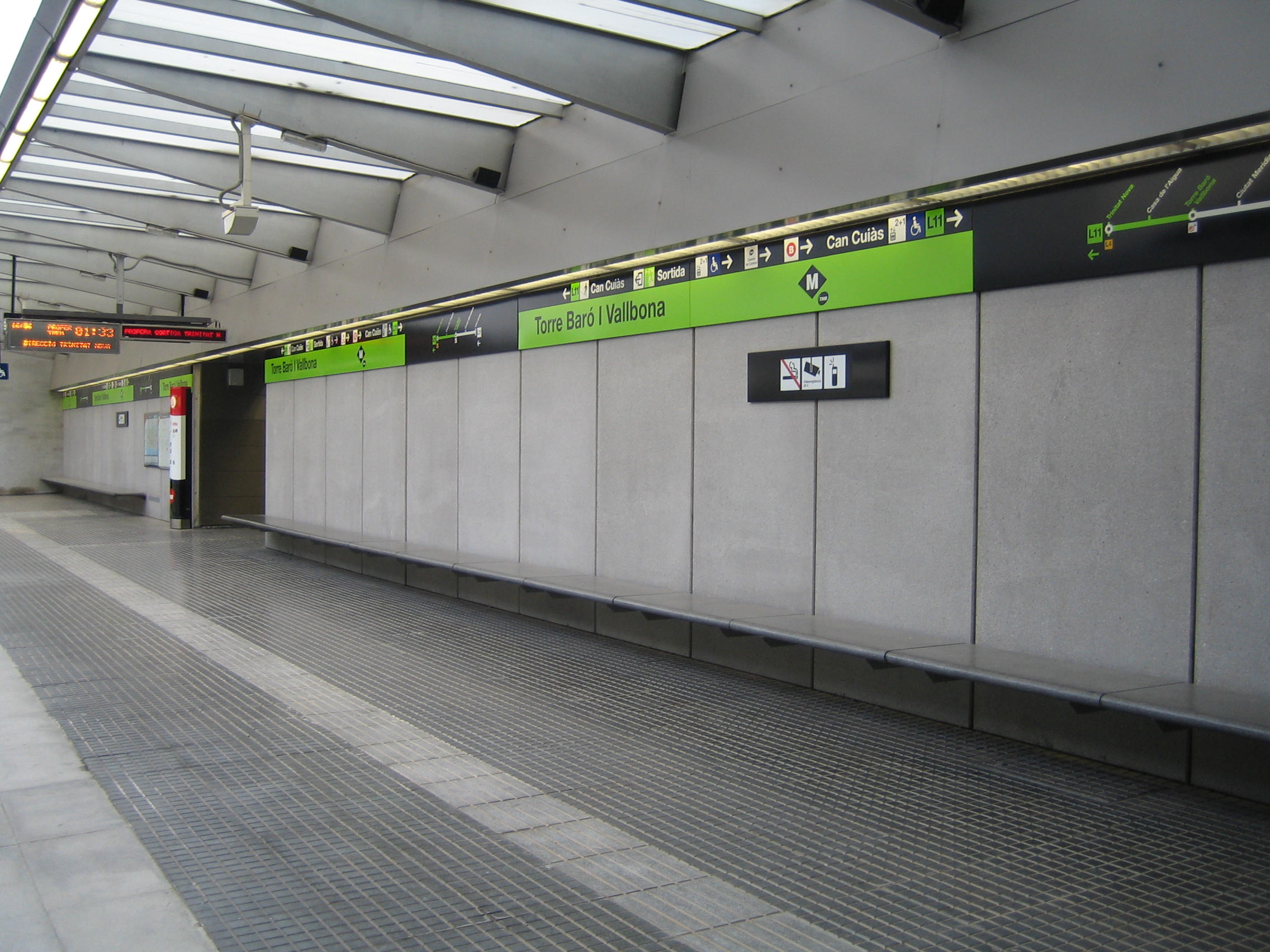
L'estació de metro de la L11.

L'any 2003 es va inaugurar l'estació de metro amb l'obertura de la L11, una línia de metro lleuger de la qual les obres d'automatització es van acabar al desembre de l'any 2009 després de la instal·lació de mampares i la cobertura.
L'any 2016, l'estació de Rodalies va registrar l'entrada de 1.102.000 passatgers i la del Metro va registrar-ne 331.153.

## Serveis ferroviaris
| Procedència/Destinació                                  | <               | Línia                                         | >                   | Procedència/Destinació                                                            |
| ------------------------------------------------------- | --------------- | --------------------------------------------- | ------------------- | --------------------------------------------------------------------------------- |
| Metro de Barcelona                                      |                 |                                               |                     |                                                                                   |
| Trinitat Nova                                           | Casa de l'Aigua | Logotip de la Línia 11 del metro de Barcelona | Ciutat Meridiana    | Can Cuiàs                                                                         |
| Rodalia de Barcelona                                    |                 |                                               |                     |                                                                                   |
| L'Hospitalet de Llobregat                               | Fabra i Puig    |                                               | Montcada Bifurcació | Granollers-Canovelles La Garriga Vic Ripoll / Ribes de Freser / La Tor de Querol¹ |
| Sant Vicenç de Calders Vilafranca del Penedès Martorell | Fabra i Puig    |                                               | Montcada Bifurcació | Terrassa Manresa                                                                  |
| Fabra i Puig                                            | Fabra i Puig    |                                               | Montcada Bifurcació | Cerdanyola Universitat                                                            |

¹ Regionals cadenciats amb parada a algunes de les estacions de la R3.

## Accessos
- Avinguda de l'Escolapi Càncer (L11)
- Carrer Sant Feliu de Codines (L11)
- Avinguda de Vallbona (Rodalies)

## Galeria d'imatges

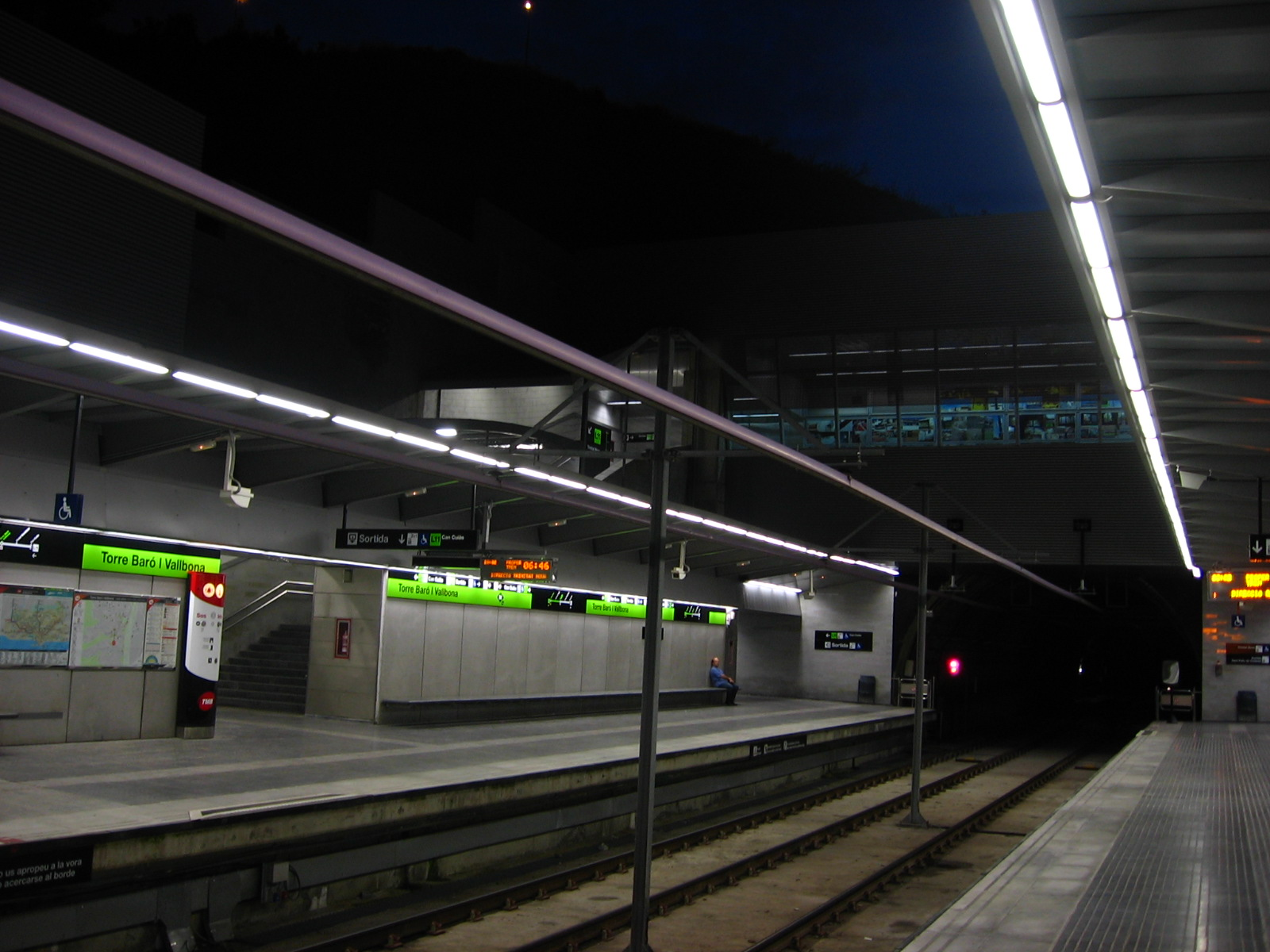
L'estació de metro de nit, de les poques en superfície
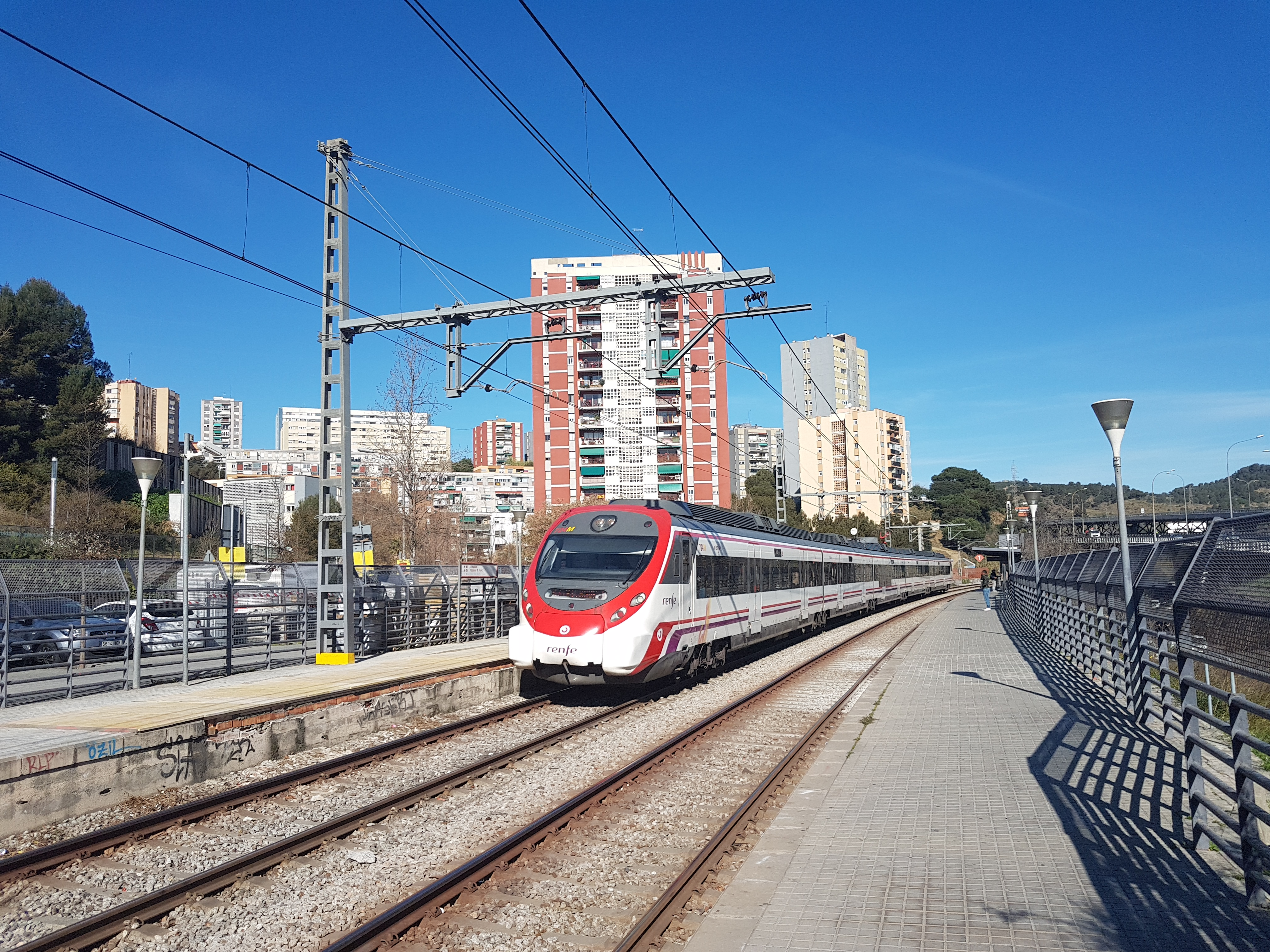
R7 destinació Fabra i Puig a l'estació de ferrocarril